# Kacujama (Fukui)
Kacujama (japonsky:勝山市 Kacujama-ši) je město v prefektuře Fukui v Japonsku. Žije zde přes 23 tisíc obyvatel. Ve městě se nachází městské muzeum v prostorách hradu Kacujama.

## Partnerská města
- Aspen, Colorado, Spojené státy americké